# The Rocker
The Rocker (bra: O Roqueiro) é um filme estadunidense de 2008, do gênero comédia musical, dirigido por Peter Cattaneo, que conta a história de um astro do rock'n roll.

## Elenco e personagens
- Rainn Wilson como Robert “Fish” Fishman
- Christina Applegate como Kim Powell
- Josh Gad como Matt Gadman
- Teddy Geiger como Curtis Powell
- Emma Stone como Amelia
- Will Arnett como Lex Drennan
- Fred Armisen como Wayne Kerr
- Howard Hesseman como Nev Gator
- Lonny Ross como Timmy Sticks
- Jason Sudeikis como David Marshall
- Bradley Cooper como Trash Grice
- Jon Glaser como Billy Ault
- Jane Lynch como Lisa Gadman
- Jeff Garlin como Stan Gadman